# Harun al Raschid
Harun al Raschid is een Oostenrijkse dramafilm uit 1924 onder regie van Michael Curtiz. In Nederland werd de film destijds uitgebracht onder de titel De uitgestelde zelfmoord.

## Verhaal
Kalff verliest al zijn geld aan een oude zonderling. De man doet hem vervolgens een duister voorstel. Kalff zal van hem een aanzienlijke som geld ontvangen, mits hij een jaar lang afziet van een beoogde zelfmoordpoging. Een jaar later is Kalff verliefd geworden op Rita. Zij legt aan haar vriend de hele geschiedenis uit. De oude zonderling had een boosaardig plan bekokstoofd, omdat hij wist dat Kalff ooit zijn zoon in noodweer had neergeschoten. Zijn plan mislukt echter en hij raakt bij zijn aanhouding dodelijk gewond. Kalff en Rita worden een stel.

## Rolverdeling
| Acteur          | Personage       |
| --------------- | --------------- |
| Henry Blackburn | Kalff           |
| Adolf Weisse    | Oude zonderling |
| Mary Kid        | Rita            |
| Erich Wichl     |                 |